# Obsesión
Obsesión è un singolo degli Aventura pubblicato il 2 luglio 2002. Tratto dal loro secondo album We Broke the Rules, è diventato un successo internazionale a cavallo fra il 2003 ed il 2004. La voce femminile nel ritornello del brano - in spagnolo - è quella della cantante Judy Santos, che nonostante il cognome, non ha alcun vincolo di parentela con i componenti del gruppo.
In Italia, il brano è rimasto per 16 settimane consecutive in vetta alla classifica dei singoli più venduti. 

## Descrizione
In Italia venne trasmessa nell'estate 2003, pur entrando nelle classifiche soltanto in autunno. Il singolo ottenne un enorme successo, rimanendo in vetta alla classifica per 16 settimane e nella classifica dei singoli più venduti per 8 mesi. Obsesiòn ha contribuito notevolmente al lancio dello stile di danza bachata nelle sale italiane.
Obsesión ha raggiunto la vetta delle classifiche dei singoli più venduti anche in Francia, Germania, Spagna, Paesi Bassi, Belgio, Austria, Grecia, Romania e Slovenia.

## Tracce
1. Obsesion Radio Mix 3.49
2. Obsesion Dance Remix 5.39
3. Obsesion Original Album Version 4.13
4. Obsesion Dance Radio Edit 3.52

## Cover
- 2003 - Frankie J
- 2003 - 3rd Wish, la reinterpretazione della boy band è entrata in classifica in contemporanea con l'originale degli Aventura.
- 2003 - Grupo Mamey
- 2009 - Alessandro Fiorello - Obsession
- 2022 - Ivan Granatino & Giusy Attanasio (versione napoletana)

## Classifiche

### Classifiche
| Classifica (2003–2004)                | Posizione raggiunta |
| ------------------------------------- | ------------------- |
| Austria                               | 1                   |
| Belgio (Flanders)                     | 1                   |
| Belgio (Wallonia)                     | 2                   |
| Francia                               | 1                   |
| Germania                              | 1                   |
| Italia                                | 1                   |
| Paesi Bassi                           | 4                   |
| Repubblica Ceca                       | 20                  |
| Romania                               | 2                   |
| Russia                                | 2                   |
| Spagna                                | 4                   |
| Svezia                                | 12                  |
| Svizzera                              | 1                   |
| U.S. Billboard Latin Tropical Airplay | 32                  |

| ITA singles chart | ITA singles chart | ITA singles chart | ITA singles chart | ITA singles chart | ITA singles chart | ITA singles chart | ITA singles chart | ITA singles chart | ITA singles chart | ITA singles chart | ITA singles chart | ITA singles chart | ITA singles chart | ITA singles chart | ITA singles chart | ITA singles chart | ITA singles chart | ITA singles chart | ITA singles chart | ITA singles chart | ITA singles chart | ITA singles chart | ITA singles chart | ITA singles chart | ITA singles chart | ITA singles chart | ITA singles chart | ITA singles chart | ITA singles chart | ITA singles chart | ITA singles chart | ITA singles chart | ITA singles chart |
| Settimane         | 01                | 02                | 03                | 04                | 05                | 06                | 07                | 08                | 09                | 10                | 11                | 12                | 13                | 14                | 15                | 16                | 17                | 18                | 19                | 20                | 21                | 22                | 23                | 24                | 25                | 26                | 27                | 28                | 29                | 30                | 31                | 32                |                   |
| ----------------- | ----------------- | ----------------- | ----------------- | ----------------- | ----------------- | ----------------- | ----------------- | ----------------- | ----------------- | ----------------- | ----------------- | ----------------- | ----------------- | ----------------- | ----------------- | ----------------- | ----------------- | ----------------- | ----------------- | ----------------- | ----------------- | ----------------- | ----------------- | ----------------- | ----------------- | ----------------- | ----------------- | ----------------- | ----------------- | ----------------- | ----------------- | ----------------- | ----------------- |
| Posizione         | 1                 | 1                 | 1                 | 1                 | 1                 | 1                 | 1                 | 1                 | 1                 | 1                 | 1                 | 1                 | 1                 | 1                 | 1                 | 1                 | 4                 | 5                 | 6                 | 8                 | 8                 | 12                | 14                | 17                | 26                | 26                | 33                | 31                | 31                | 44                | 44                | 49                |                   |